# 出奇老鼠
出奇老鼠（舊稱Chuck E. Cheese's Pizza Time Theatre、Chuck E. Cheese's Pizza和Chuck E. Cheese's）為美国家庭娛樂中心和餐廳連鎖店。總部位於美国德克萨斯州歐文。第一间店於1977年在美国加利福尼亞州聖荷西开张，該品牌的名稱來自其自家電子動畫吉祥物，可以與客人唱歌並互動。

## 特色
出奇老鼠餐廳以其動物機械玩偶（電子動畫）而聞名，但自1977開業以來，許多自家特色角色和動物機械玩偶電子樂隊已被漸漸刪除，並且在餐廳中已不復存在。

## 歷史

### 開創
1977年5月17日第一家出奇老鼠餐廳（舊名：查克起司的披薩時間劇院 (Chuck E. Cheese's Pizza Time Theatre)）由創辦雅達利公司的諾蘭·布希內爾在美國加利福尼亞州聖荷西成立，他試圖建造一個對兒童和家庭友善的場所。是當時第一家將美食、電子動畫娛樂和室內遊戲場（電子遊藝場）融為一體的家庭餐廳。
布希內爾以在遊樂園業的經驗，以及對迪士尼樂園的主題設施「鄉村熊俱樂部」（Country Bear Jamboree）的熱愛，對披薩時間劇院的概念形成產生了影響。布希內爾說他選擇開設一家披薩餐廳的原因是：「我選擇披薩的原因是因為它的成分不會太繁多，也沒有太多的方法將其擰緊。如果麵團好、奶酪好、醬汁好，披薩就好。我沒有一個先入為主的想法，我知道如何經營一家餐館，但我知道簡單會更好。」 
布希內爾說當初有個專門做電子動畫的員工那裡發現他買的服裝是囓齒動物（老鼠），而不是他想要的郊狼後，他建議將公司名稱從計劃中的「郊狼比薩」改為「Rick Rat's Pizza」。銷售人員對此表示不滿，並建議使用「 Chuck E. Cheese」。
1978年，當雅達利當時的母公司華納傳播（現華納媒體）公司拒絕開設披薩時間劇院的其他分店時，布希內爾以50萬美元的價格從華納購回了概念和人物商標的權利。吉恩·蘭德魯姆（Gene Landrum）隨後從雅達利辭職，被任命為查克起司的披薩時間劇院的總裁兼首席運營官。到1979年末，披薩時間劇院在加利福尼亞州擁有七個分店，且電子動畫完全由內部員工製作。
披薩時間劇院公司於1984年破產，被 ShowBiz Pizza Place 收購，成立「ShowBiz Pizza Time, Inc.」。1990年公司統一兩個品牌，1992年完全合併，1994年標誌重新設計。1998年「ShowBiz Pizza Time, Inc.」改名為「CEC娛樂公司（CEC Entertainment, Inc.，CEC）」，2014年2月，阿波羅全球管理公司收購了 CEC 娛樂公司。

### 財務問題
2020年由於嚴重特殊傳染性肺炎（COVID-19）大流行對母公司（CEC）造成了財務損失，並且負債估計為1–2億美金，如果再融資失敗，所有資產都可能被迫關閉。CEC娛樂尋求2億美元的貸款，以在破產保護下進行重組。他們還於2020年6月25日根據美國《破產法》第11章向美國德克薩斯州南區破產法院提交了自願請願書。

## 分店
出奇老鼠餐廳的 全球分店截自2020年6月為止已有612家以上特許經營商店以及122家彼得派柏披薩（Peter Piper Pizza）餐館。他們位於美國47個州和全球16個國家和地區。
在1980年代初期，出奇老鼠餐廳以「Charlie Cheese's Pizza Playhouse」的名字在澳大利亞拓開分店。名稱的更改與“Chuck”一詞含義有關，因在澳大利亞，該詞是“嘔吐（throw up）的意思。
披薩時間劇院公司申請破產時，一家分店在法國巴黎的郊區開業。
其他國際據點如：加拿大、智利、哥倫比亞、哥斯達黎加、關島、危地馬拉、洪都拉斯、墨西哥、巴拿馬、秘魯、波多黎各、沙烏地阿拉伯、千里達、多巴哥島和阿拉伯聯合大公國開放。

### 香港
於1982年，美資的出奇老鼠餐廳初來香港開業，當時主要經營室內遊樂場及販售薄餅、薯條等，該公司亦為香港首間經營室內遊樂場的公司，廣受市民歡迎，全盛時期有數間分店，包括荃灣綠楊新邨商場、香港仔中心、太古城中心及尖東希爾頓大廈，還打了電視廣告，廣告口號：「薄餅樂園開心地，出奇老鼠錫晒你！」，但該公司決定撤出香港，最終在1989年撤資回美國，全線分店於年尾結業，轉讓予歡樂天地經營。

### 未來
進一步的市場計劃中包括阿根廷、巴西、中國、捷克、多米尼加、厄瓜多爾、匈牙利、印度尼西亞、以色列、馬來西亞、墨西哥、阿曼、波蘭、波多黎各、卡塔爾、科威特、羅馬尼亞、韓國、台灣、泰國、土耳其和烏克蘭等國家與地區。

## 歷年事件

### 1993年科羅拉多州奧羅拉槍擊事件
1993年12月14日，美國科羅拉多州奧羅拉的出奇老鼠分店有四名員工在店內突然被持用二五口徑手槍的歹徒槍殺致死，第五名員工受重傷。犯案人是餐廳的前任員工，當年19歲的內森·杰拉德·鄧拉普（Nathan Jerard Dunlap）因在槍擊事件發生前五個月在餐廳工作被解僱感到沮喪，並決定發動突襲報仇。他帶著贓物和飯店物品逃離槍擊案現場。被捕後他被判犯有四項美國法律的一級謀殺罪，未遂謀殺罪和其他罪刑，並於1996年5月17日被判電椅死刑。法官原定2013年8月為他死刑執行日期，但科羅拉多州州長約翰·希肯盧珀為他簽署了臨時緩刑，這將延遲了鄧拉普的處決日期。
此事件也同時可能為遊戲玩具熊的五夜後宮系列的製作人史考特·考森創作該遊戲時的靈感來源。

### 2019年陰謀論事件
在2019年1月和2019年2月，美國Youtuber谢恩·多森在個人頻道上的陰謀論系列發布了有關出奇老鼠餐廳的陰謀論，稱出奇老鼠餐廳部分門市會回收顧客吃不完的披薩並把他們重組拼成完整的披薩端給顧客，理由是披薩每一片的大小外形有點不同，使在美國網路界引起討論，甚至上了美國電視脫口秀節目《艾倫·狄珍妮秀》，整體事件對出奇老鼠餐廳的名譽產生影響，造成謝恩一度被出奇老鼠起訴。而出奇老鼠在2019年2月13日於官方推特解釋他們不回收顧客吃不完的食物：
|  | 這裡沒有陰謀 – 關於我們披薩的故事是絕對不真實的。我們使用自製的麵團使披薩新鮮。有時這意味著披薩看起來並不完美，但仍然味道鮮美。 (No conspiracies here – the stories going around about Chuck E. Cheese's and our pizza are absolutely untrue. We make our pizzas to order fresh with dough made in house. Sometimes that means the pizza doesn't look perfect, but it still tastes delicious.) |

另有前餐廳員工向外國媒體表示：「在那兒的那幾年，我從未見過披薩被送回廚房然後回收給顧客，即使是客人還沒開始吃到的披薩，也總是把那些披薩丟掉。」、「披薩看起來如此奇怪的原因是切割工具並不總是完全穿過(披薩)，導致不規則的切割痕跡，餡餅還會在烤箱中改變形狀。」、「當比薩餅穿過烤箱時，比薩餅會收縮。披薩餅會翹曲，並且取決於奶酪或餡醬的數量，其大小和形狀會有所不同，因此，披薩切片的長度並不總是相同的。」
2019年2月14日，出奇老鼠在官方推特發佈了餐廳的披薩製作流程影片。

## 外部連結
- 官方网站